# Myrmarachne lulengana
Myrmarachne lulengana là một loài nhện trong họ Salticidae.
Loài này thuộc chi Myrmarachne. Myrmarachne lulengana được Carl Friedrich Roewer miêu tả năm 1965.